# WASP-76
WASP-76 är en ensam stjärna i den södra delen av stjärnbilden Fiskarna, men har sedan 2014 en misstänkt följeslagare med ett avstånd av 85 AE.  Stjärnan har en skenbar magnitud av cirka 9,52 och kräver åtminstone en stark handkikare eller ett mindre teleskop för att observeras. Baserat på parallax enligt Gaia Data Release 2 på ungefär 5,1 mas, beräknas den befinna sig på ett avstånd på ca 740 ljusår (ca 195 parsek) från solen. Den närmar sig solen med en radialhastighet på ca –1,2 km/s.

## Egenskaper
WASP-76 är en gul till vit stjärna i huvudserien av spektralklass F7 V. Den har en massa som är ca 1,5 solmassa, en radie som är ca 1,7 solradie och har en effektiv temperatur av ca 6 300 K.

## Planetsystem
Exoplaneten WASP-76 b av typen "het Jupiter"  upptäcktes 2013 vid WASP-76.

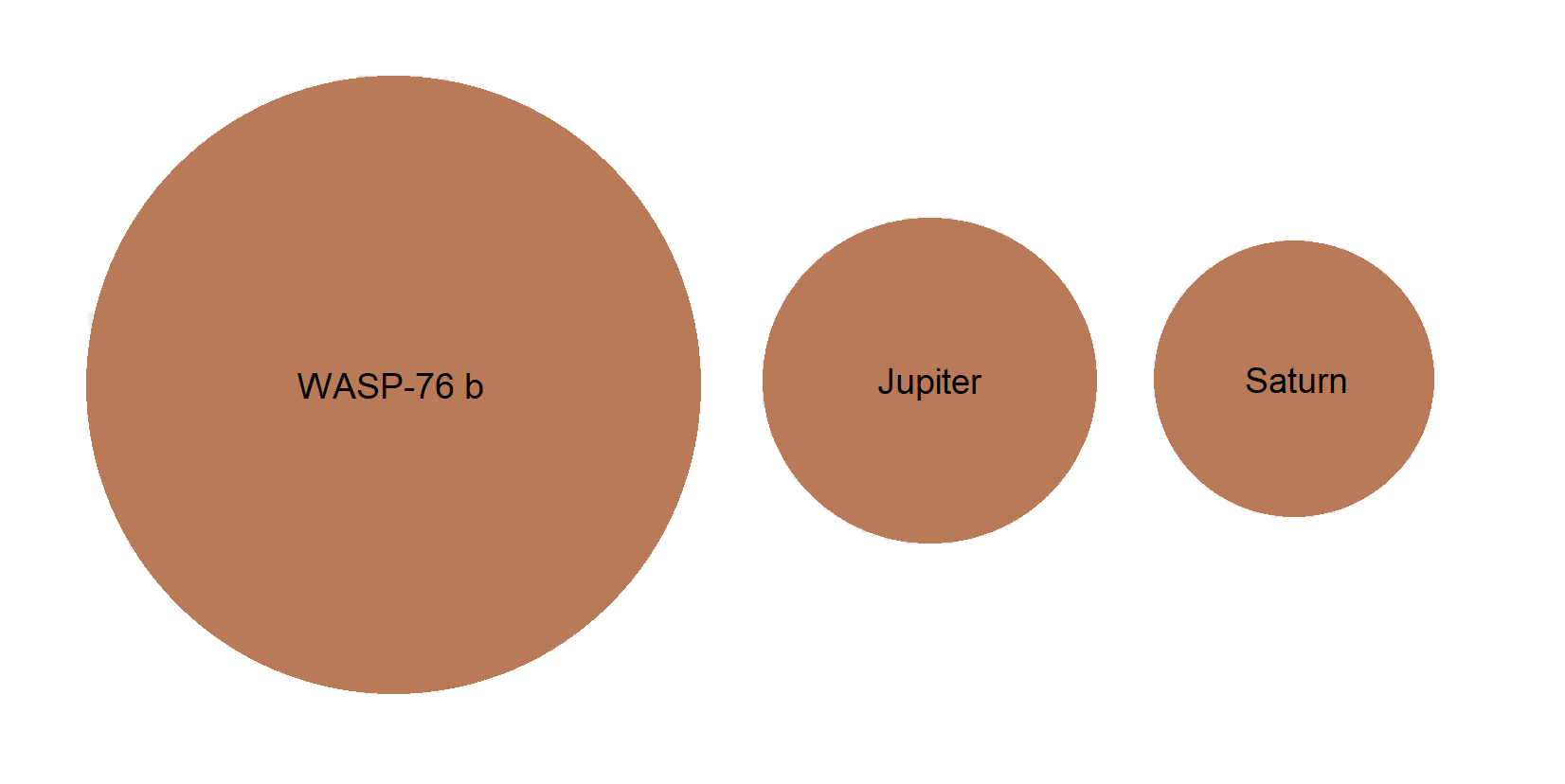
Storleksjämförelse av WASP-76 b, Jupiter och Saturnus

| Planet | Massa          | Halv storaxel (AE) | Siderisk omloppstid (d) | Excentricitet | Inklination | Radie          |
| ------ | -------------- | ------------------ | ----------------------- | ------------- | ----------- | -------------- |
| b      | 0,92 ± 0,03 MJ | 0,033              | 1,809886 ± 0,000001     | 0             | 88,0 ± 1,6° | 1,83 ± 0,06 RJ |